# Ponte dei Calzolai
Il ponte dei Calzolai (in sloveno Čevljarski most o Šuštarski most) è un ponte pedonale situato a Lubiana che attraversa il fiume Ljubljanica.

## Storia
Si tratta di uno dei ponti più antichi che attraversano il fiume Ljubljanica e risale almeno al XIII secolo. Nel Medioevo era conosciuto come il ponte superiore Zgornji. Inizialmente era un ponte di legno dove trovavano posto alcuni macellai ambulanti per vendere le loro merci; a causa però degli odori della carne questi furono trasferiti ad altro luogo per ordine dell'imperatore. Dei calzolai presero il loro posto, da qui deriva infatti il nome attuale.
Il ponte è stato ricostruito in numerose occasioni nel corso della sua storia a causa di inondazioni o incendi e nel 1867 è stato costruito al posto del ponte Hradecky. Tuttavia questo è stato successivamente modificato nel 1931 su progetto di Jože Plečnik e sostituito con il ponte corrente.
Nel 2010 un monumento a Ivan Hribar, sindaco di Lubiana tra il 1895 e il 1907, è stato collocato accanto al ponte.